# Kang Min-kyung
Kang Min-kyung (en coréen : 강민경), née le 3 août 1990, est une actrice et chanteuse sud-coréenne.

## Biographie
Elle est la moitié du duo Davichi, qui est devenu célèbre lors de la sortie de leur premier album Amaranth en 2008. Davichi a depuis sorti trois albums studio, six pièces de théâtre prolongées et plusieurs chansons à succès telles que « Don't Say Goodbye », « Turtle », « Missing You Today » et « 8282 » ,. Kang a également continué à jouer, apparaissant dans séries télévisées tels que Smile, Mom (2010), Vampire Idol (2011), Haeundae Lovers (2012) et The Dearest Lady (2015),,. Le 27 février 2019, elle fait ses débuts en tant qu'artiste solo avec sa première pièce prolongée Kang Min Kyung Vol. 1.
Elle a lancé un centre commercial de vêtements appelé « Àvie Muah » en juin 2020.